# Elizabeta Ǵorgiewska
Elizabeta Ǵorgiewska (mac. Елизабета Ѓоргиевска; ur. 6 maja 1972) – macedońska lekarka, żona piątego prezydenta Stewo Pendarowskiego i była pierwsza dama Macedonii Północnej.

## Biografia
Ǵorgiewska urodziła się 6 maja 1972 roku w Skopje. W marcu 1996 roku ukończyła studia na Wydziale Stomatologicznym Uniwersytetu w Skopje (obecnie Uniwersytet im. św. Cyryla i Metodego w Skopje). Od 1998 roku studiowała na wydziale magistratu, a w 2002 roku obroniła doktorat. pracę magisterską, a w 2006 r. rozprawę doktorską.
W latach 1997–1998 Ǵorgiewska pracowała jako wolontariuszka w Klinice Chirurgii Szczękowo-Twarzowej, a w 1998 roku została lekarzem w Klinice Stomatologii Dziecięcej i Zachowawczej. W 2002 roku zdała egzamin specjalizacyjny. W 2004 roku Ǵorgiewska została młodszą asystentką, a w 2006 roku asystentką w Katedrze Pediatrycznej Stomatologii Zapobiegawczej Uniwersytetu w Skopje. Od 2008 roku posiada tytuł profesora nadzwyczajnego.
W 2002 roku Ǵorgiewska uzyskała tytuł magistra i została specjalistką stomatologii dziecięcej i profilaktycznej, a od 2006 roku jest doktorem nauk. Odbyła szereg wizyt badawczych na uniwersytetach w Wielkiej Brytanii, Belgii i Stanach Zjednoczonych oraz pracowała nad kilkoma międzynarodowymi projektami badawczymi.
Ǵorgiewska opublikowała ponad 90 artykułów. Była członkiem komitetów organizacyjnych i naukowych wielu sympozjów i konferencji krajowych i międzynarodowych. Prowadziła wykłady i seminaria na konferencjach naukowych w Macedonii Północnej i za granicą. Jest autorką wielu prac, w tym dwóch monografii i współautorką trzech kolejnych monografii. W latach 2010–2014 pełniła funkcję przewodniczącej Macedońskiego Stowarzyszenia Stomatologii Pediatrycznej i Profilaktycznej. Jest członkiem wielu organizacji międzynarodowych związanych ze stomatologią i profesorem wizytującym na Uniwersytecie Columbia w Nowym Jorku.

## Życie osobiste
Ǵorgiewska i Pendarovski mają jedno dziecko. Wspierała męża w wyborach prezydenckich w 2014 i 2019 roku. Pendarovski w wywiadzie powiedział, że poślubił Ǵorgiewską, ponieważ jest ona „gospodynią domową pierwszej ligi, która jest również pracowita i ma doktorat”.